# Pseudosagedia isidiata
Pseudosagedia isidiata är en lavart som först beskrevs av och som fick sitt nu gällande namn av Richard Clinton Harris. 
Pseudosagedia isidiata ingår i släktet Pseudosagedia och familjen Porinaceae. Inga underarter finns listade i Catalogue of Life.